# Calycopis partunda
Calycopis partunda är en fjärilsart som beskrevs av William Chapman Hewitson 1877. Calycopis partunda ingår i släktet Calycopis och familjen juvelvingar. Inga underarter finns listade i Catalogue of Life.

## Bildgalleri

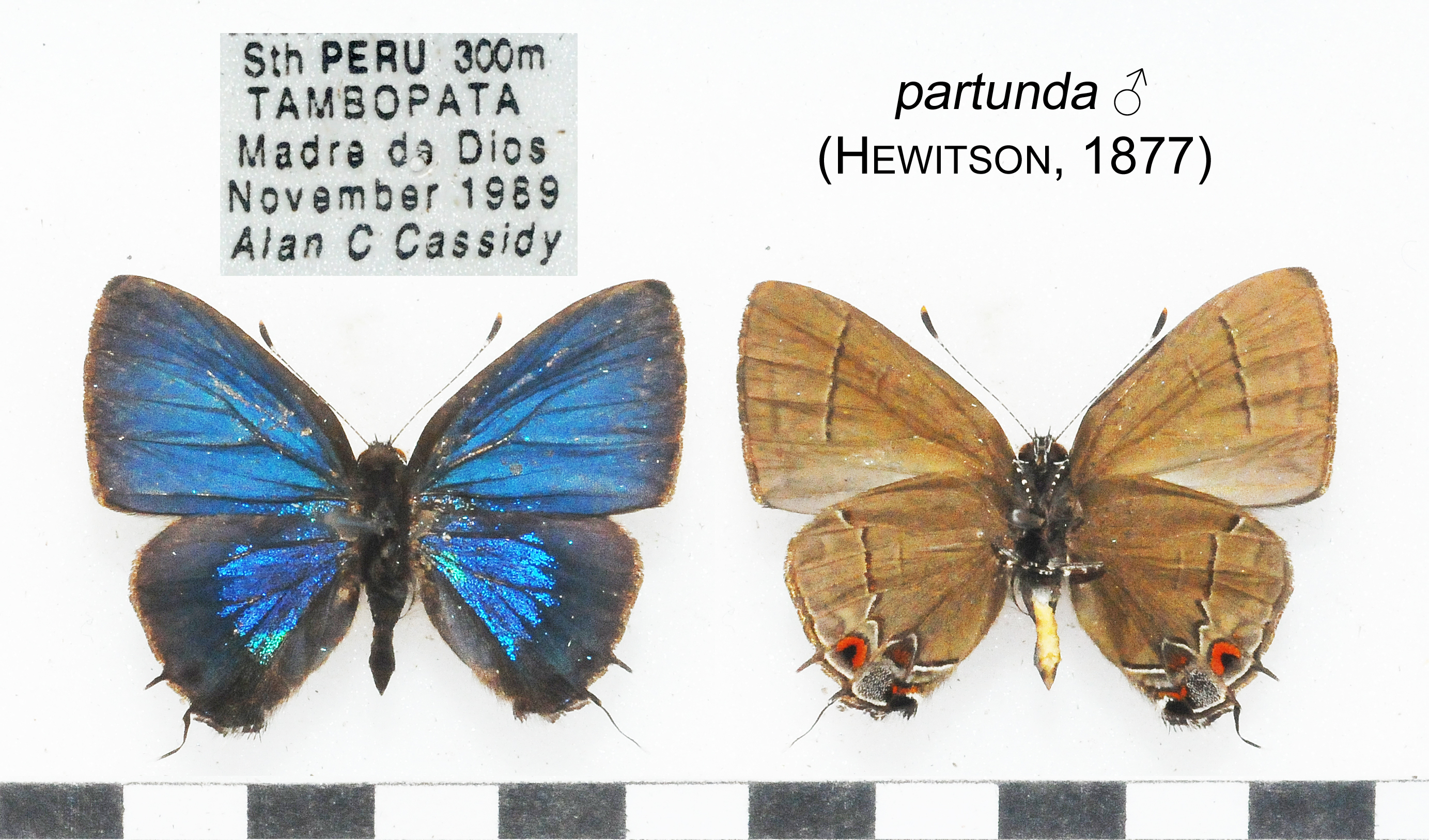
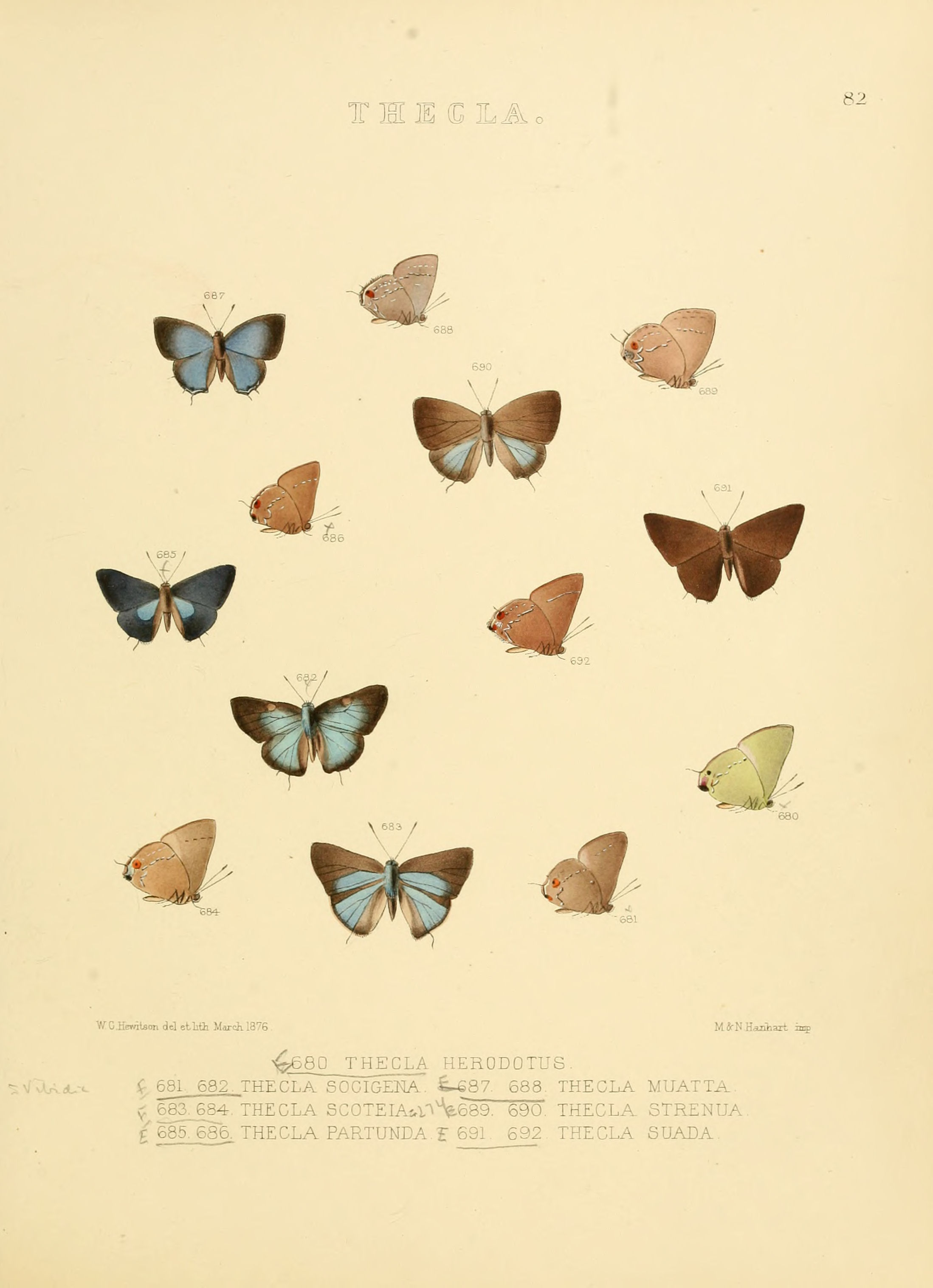